# Prissé (Deux-Sèvres)
Pour les articles homonymes, voir Prissé (homonymie).
Prissé est une ancienne commune française du département des Deux-Sèvres, elle a existé entre 1888 et 1972.

## Histoire
Elle a été créée en 1888 par la fusion des communes de Grand-Prissé et Le Petit-Prissé.
En 1972 elle a fusionné avec la commune de La Charrière pour former la nouvelle commune de Prissé-la-Charrière.

## Démographie
| 1793 | 1800 | 1806 | 1821 | 1831 | 1836 | 1841 | 1846 |
| ---- | ---- | ---- | ---- | ---- | ---- | ---- | ---- |
| 167  | 178  | 177  | 168  | 205  | 211  | 210  | 204  |

| 1851 | 1856 | 1861 | 1866 | 1872 | 1876 | 1881 | 1886 |
| ---- | ---- | ---- | ---- | ---- | ---- | ---- | ---- |
| 207  | 199  | 200  | 206  | 218  | 211  | 218  | 191  |

| 1891 | 1896 | 1901 | 1906 | 1911 | 1921 | 1926 | 1931 |
| ---- | ---- | ---- | ---- | ---- | ---- | ---- | ---- |
| 229  | 251  | 242  | 239  | 238  | 245  | 259  | 263  |

| 1936 | 1946 | 1954 | 1962 | 1968 | - | - | - |
| ---- | ---- | ---- | ---- | ---- | - | - | - |
| 231  | 241  | 240  | 214  | 204  | - | - | - |